# Översttjärnen (Älvsby socken, Norrbotten, norr om Granträsk)
Översttjärnen är en sjö i Älvsbyns kommun i Norrbotten och ingår i Piteälvens huvudavrinningsområde.